# Nikolskoje (sielsowiet nabierieżański)
Nikolskoje (ros. Никольское) – wieś (ros. деревня, trb. dieriewnia) w zachodniej Rosji, w sielsowiecie nabierieżańskim rejonu wołowskiego w obwodzie lipieckim.

## Geografia
Miejscowość położona jest w dorzeczu rzeki Ołym, 5 od centrum administracyjnego sielsowietu nabierieżańskiego (Nabierieżnoje), 22 od centrum administracyjnego rejonu (Wołowo), 123 km od stolicy obwodu (Lipieck).
W granicach miejscowości znajduje się ulica Stiepnaja (34 posesje).

## Demografia
W 2012 r. miejscowość zamieszkiwały 54 osoby.